# Клеоменова війна
Клеоменова війна — військовий конфлікт у Греції між Спартою та Ахейським союзом, до якого на завершальному етапі приєдналась Македонія. Тривав від 229 по 222 роки до н. е.

## Початок війни

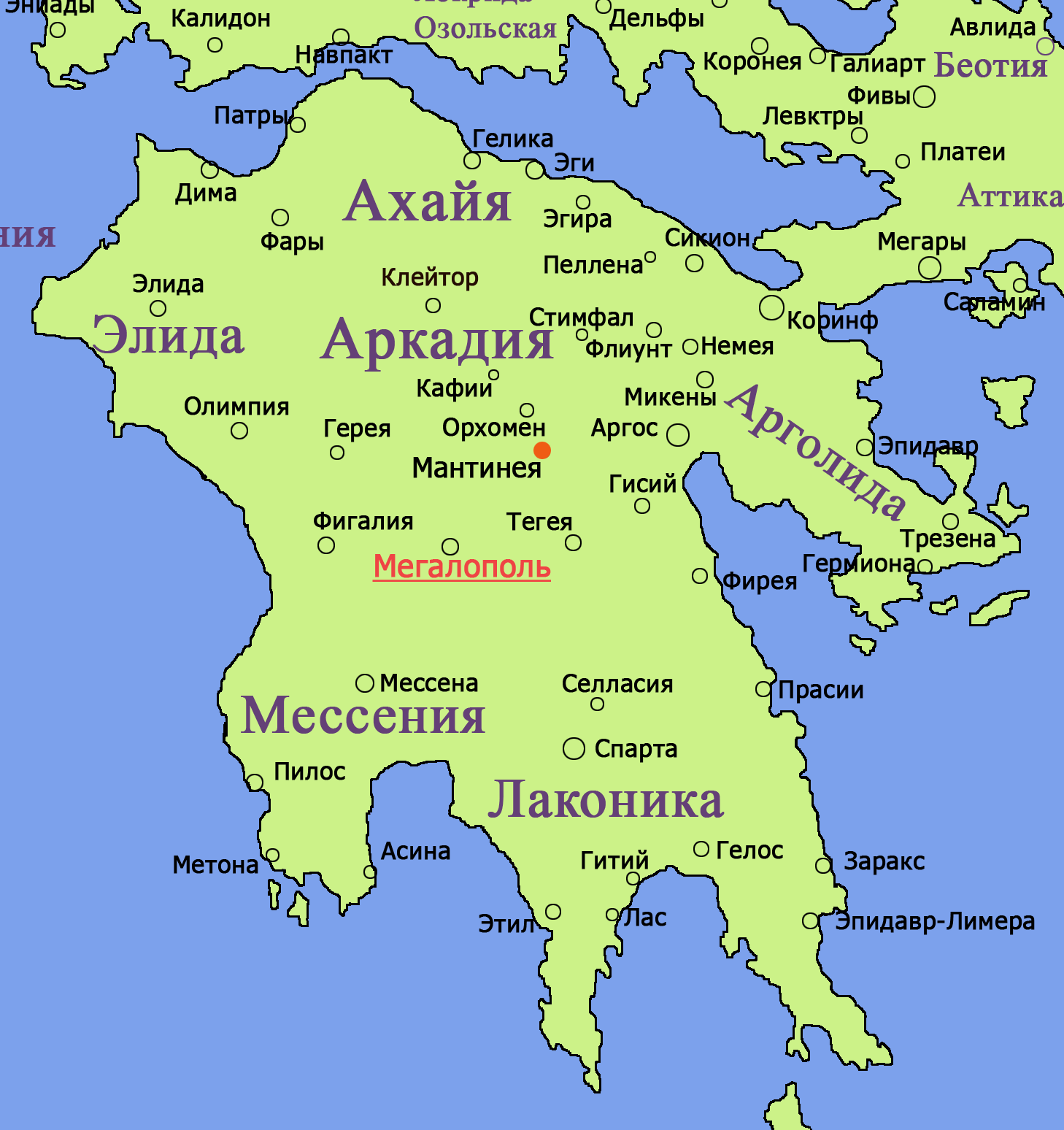
Карта Пелопонесу

Станом на 229 р. до н. е. Ахейському союзу вдалось ліквідувати всі тиранічні режими на Пелопоннесі, котрі були осередками македонського впливу. Тепер цей союз володів не лише північною частиною півострова, але також Коринфом, Арголідою та Мегалополем (найбільшим містом розташованої в центрі Пелопоннеса Аркадії). Ще кілька аркадійських міст (Орхомен, Мантінея та Тегея) вступили до Етолійського союзу, ядро володінь якого перебувало у центральній Греції північніше від Коринфської затоки. В той же час, на південному сході Пелопоннесу під керівництвом амбітного царя Клеомена III почала набирати силу держава лакедемонян. Останні традиційно ворогували з Мегалополем, так що входження останнього до Ахейського союзу не лише підсилило його, але й підвищило шанси на конфлікт зі Спартою.
Клеомен почав розширювати вплив за межі Лакедемону зі східної Аркадії, де приєднав Орхомен, Мантінею та Тегею. Етолійський союз ніяк не відреагував на це, можливо, розраховуючи на зіткнення спартанців із ахейцями, під час якого можна буде отримати значно більший зиск. У відповідь стратег Ахейського союзу Арат почав спустошувати союзні спартанцям місцевості Аркадії. Дізнавшись про це, лакедемоняни вирішили захистити дорогу між Лакедомоном та Аркадією, для чого Клеомен зайняв храм Афіни біля міста Бельміна та звів навколо нього укріплення Афіней. Арат тим часом рушив до Тегеї та Орхомена, розраховуючи захопити їх за допомоги зрадників, проте через вагання останніх відступив.
Хоча сторони без сумніву вже здійснювали взаємні ворожі дії, проте це поки що не вважалось війною. Тому, щоб не спровокувати ескалації, спартанські ефори відкликали Клеомена, котрий стояв табором в Аркадії. Втім, одразу після цього Арат зайняв Кафії (ще одне союзне спартанцям аркадійське місто, розташоване північніше від трьох згаданих на початку). Тепер і Клеомен вирушив в похід з 5 тисячами воїнів, зайняв Метідрій на землях Мегалополя та чинив набіги на Арголіду. Обраний на 228/227 стратегом Ахейського союзу Арістомах (колишній тиран Аргосу) виступив проти нього з 21 тисячею воїнів. Проте коли супротивники зустрілись біля Паллантія, надзвичайно авторитетний серед ахейців Арат завадив Арістомаху вступити у битву, вважаючи її занадто ризикованою.

## Кампанії 227—226 років до н.е
Хоча поведінка Арата під Паллантієм і викликала в багатьох обурення, проте на чергових виборах союзним стратегом обрали саме його. Слідом за цим Арат вирушив на північний захід півострова проти недружньої ахейцям Еліди, котра більше схилялась до союзу з етолійцями. Клеомен поспішив на допомогу, проте перехопив ахейців вже на зворотному шляху біля Лікея. В наступній битві Арат зазнав поразки, багато ахейських воїнів загинуло та потрапило у полон, так що навіть поширились чутки про смерть їхнього стратега. Арат скористався цим та, зібравши своїх розсіяних воїнів, хитрістю захопив Мантінею. Тут він роздав права мантинейського громадянства багатьом чужоземним поселенцям та поставив у місті гарнізон.
У відповідь Клеомен знов напав на володіння Мегалополя, де при Лаодокіях (за іншою версією — при Левктрах) зустрівся з військом Ахейського союзу. В наступній битві ахейці зазнали важкої поразки, причому пав запеклий ворог спартанців Лідіад, колишній тиран Мегалополя, котрий раніше добровільно відмовився від одноосібної влади та приєднав своє місто до Ахейського союзу. Невеликою компенсацією став рейд Арата в район Орхомена, де він розбив вітчима Клеомена Мегістоноя та захопив його в полон (при цьому загинуло три сотні спартанців).
Через якийсь час на сторону Клеомена перейшли мантінейці, котрі відчинили йому ворота та разом зі спартанцями перебили ахейську залогу з п'ятисот осіб, серед яких три сотні становили власне громадяни союзу. Далі спартанський цар вирушив до розташованого на заході Ахаї міста Фари. У відповідь обраний стратегом ахейців на 226/225 рік до н. е. Гіпербат підійшов зі своїм військом до міста Діма (на узбережжі на північний захід від Фар). Тут біля Гекатомбея сталась битва, в якій чергову перемогу отримав Клеомен. Багато ахейських вояків полягло та потрапило у полон, тоді як спартанський цар після перемоги вигнав ворожу залогу з Лангони, раніше захопленої ахейцями у елейців.

## Втрата ахейцями Арголіди та Коринфа
Після всіх цих поразок у Ахейському союзі виникла серйозна внутрішня напруга. Хтось просто виявляв невдоволення Аратом, хтось був проти запрошення на допомогу македонців (мегалопольці вже раніше пропонували таке, проте Арат вмовив їх залишити цей варіант до найкритичніших часів), тоді як прості громадяни бажали відміни боргів та поділу землі, як те зробив у Лакедемоні Клеомен.
Тим часом спартанський цар продовжував активні дії. Спершу він підкорив Пеллени (одне з дванадцяти міст власне Ахаї), після чого зайняв Феней (північна частина Аркадії). В цей час ахейці, побоюючись заворушень в Коринфі та Сікіоні, перевели туди кінноту та найманців з Аргосу. В останньому зібралось багато народу на Немейські ігри, чим вирішив скористатись Клеомен: за його розрахунком, складений з представників різних міст святковий натовп при раптовому нападі лише здійме паніку. Коли цар Спарти вночі підійшов до Аргосу та зайняв розташований неподалік важкодоступний пагорб, ніхто з ахейців не спромігся організуватись для опору, тоді як аргосці впустили Клеомена до міста та перейшли на його бік.
Слідом за Аргосом до лакедемонян приєднались міста північно-західної Арголіди — Клеони та Фліунт. В Коринфі настрої мешканців стали настільки небезпечними для ахейців, що Арат лише хитрістю зміг втекти до Сікіона (втім, у зведеній на горі над містом фортеці Акрокоринф залишалась залога Ахейського союзу). Тим часом Клеомен пройшовся по Арголідському півострову та підбив Трезен, Епідавр та Герміону.

## Закликання ахейцями Антигона III
Таким чином, станом на 225 р. до н. е. спартанці поставили під свій контроль більшу частину центрального та північно-східного Пелопоннесу. Розташована на південному заході півострова Мессенія утримувалась від втручання у конфлікт (у підсумку по завершенні війни вона стала єдиною областю, не розореною бойовими діями), тоді як Еліда (північний захід Пелопоннесу) була союзною Клеомену. Ахейський союз тепер контролював лише власне Ахайю, Сікіон та Мегалополь. Старі союзники Арата єгипетські Птолемеї почали фінансувати лакедемонян, котрі вбачались їм значно сильнішим супротивником для правлячих Македонією Антигонідів (з якими Птолемеї ворогували вже дев'ять десятків років). Звернення ахейців за допомогою до Етолійського союзу не дало результатів, оскільки етолійці після нищівної поразки в кінці Деметрієвої війни побоювались македонського царя Антигона III Досона.
В таким умовах Арат умовив ахейців проголосувати за передачу Антигону III Акрокоринфа, що було його найголовнішою умовою для втручання. Колись з захоплення все тим же Аратом цього надзвичайно важливого для Македонції опорного пункту почалась його боротьба за вигнання македонців з Греції, котра тривала півтора десятиліття. Тепер він сам закликав македонського царя, як єдину надію в боротьбі зі спартанцями (втім, Антигон III, на відміну від своїх попередників, вирішив спиратись на союзні демократії, а не підтримувати тиранічні режими).

## Вторгнення Антигона III
Дізнавшись про закликання Антигона (224 р. до н. е.), Клеомен спустошив територію Сікіона, після чого зайняв оборону на Істмійському перешийку, намагаючись не допустити нового ворога на Пелопоннес. Використовуючи гірський рел'єф та зведені укріплення, він перекрив шлях македонському царю, коли ж останній спробував пройти вночі через Лехей (північна гавань Коринфа на Коринфській затоці), то зазнав невдачі. В цей час його закликали до себе прибічники Ахейського союзу з Аргосу, де Клеомен втратив широку підтримку, оскільки не скасував борги. Арат із загоном македонських воїнів переправився до Епідавру на північному узбережжі Арголіди, слід за чим разом з аргосцями взяв у облогу спартанський гарнізон. Сюди ж підійшло підкріплення від ахейців з Сікіона. Цар Спарти послав з Коринфа до Аргоса загін на чолі зі своїм родичем Мегистоноєм, котрий зміг увірватись до міста, проте загинув там у бою.
Побоюючись опинитись відрізаним у Коринфі та залишити беззахисною Лаконію, Клеомен залишив це місто, одразу ж зайняте македонцями. Спартанці підійшли до Аргоса та змогли з'єднатись із залогою, після чого повели наступ на містян. Він тривав успішно, допоки удалині не з'явились загони македонської армії. В цих умовах Клеомен зібрав свою армію та відступив з Аргосу.
До настання зими Антигон ще встиг вигнати ворога із згаданого вище укріплення біля Бельміни, котре прикривало дорогу між Лаконією та Аркадією.

## Кампанія в Аркадії
Навесні 223 р. до н. е. македонський цар виступив на Тегею. Розпочата облога велась активно, особливо в частині спорудження підкопів, так що тегеяни доволі швидко вирішили здатись. За цим Антигон рушив на Лаконію та мав кілька невеликих сутичок зі спартанцями, проте у підсумку вирішив відступити через повідомлення про рух на допомогу супротивникові загону з Орхомена.
Вирішивши спершу ліквідувати опорні пункти Клеомена в Аркадії, македонці пішли на Орхомен, котрий взяли з першого ж приступу та розграбував. Далі почалась облога Мантінеї, котра завершилась капітуляцією міста. Його мешканці, які раніше відступились від Ахейського союзу, були жорстоко покарані. Полібій зазначає, що тут переможці отримали здобич у 300 талантів, що було еквівалентним продажу в рабство 9 тисяч осіб.
В завершення своєї кампанії Антигон зайняв розташовані на північному заході Аркадії Герею та Телфусу, мешканці яких не вчинили спротиву.
Клеомен відповів нападом на Мегалополь, в якому підшукав кількох зрадників. Планувалось, що спартанці підійдуть до міста затемна під час їх чергування, проте Клеомен погано розрахував тривалість ночі та виступив запізно. Все-таки він спробував взяти місто штурмом вже при денному світлі та навіть увірвався в одну з його частин, проте був вибитий звідти зі значними втратами (і ледве уник повного розгрому).
З наближенням холодів македонський цар розташував свою армію кількома загонами на зимові квартири. Цим вирішив скористатись Клеомен для другого нападу на Мегалополь. Вийшовши з військом начебто для набігу на Арголіду, він біля Селассії змінив напрям та стрімко рушив у землі мегалопольців. Вперед були вислані два загони, котрим поставили завдання захопити частину міських мурів де зовсім не було вартових (в цей раз спартанський цар також використовував допомогу зрадників з числа мессенських вигнанців, яких мешканці Мегалополя пустили до себе). План вдався навіть краще, ніж розраховували — авангарду спартанців вдалось захопити не лише вказаний проміжок, але взагалі велику ділянку мурів, десь безперешкодно, а десь перебивши нечисленних охоронців. Допоки мегалопольці змогли зорієнтуватись, головне військо Клеомена підійшло та увірвалось до міста. На той час оборона Мегалополя була сильно послаблена загибеллю більшості здатних носити зброю громадян в битвах при Лікеї та Лаодокіях чотирма роками раніше. І все-таки частина містян вчинила спротив, чим дала змогу більшості мешканців втекти до Мессенії, так що в полон потрапило лише біля однієї тисячі осіб. Вдалось врятуватись навіть значній частині тих, хто бився зі спартанцями на вулицях. Клеомен запропонував мегалопольцям повернути їм місто, проте за умови переходу на його сторону. Не отримавши позитивної відповіді, він, наскільки це було можливо, зруйнував Мегалополь.
Невдовзі після цього спартанський цар здійснив ще один рейд, розраховуючи перемогти Антигона, котрий лише з частиною сил зимував у Аргосі. Втім, попри обурення містян, що спостерігали за розоренням їхнього краю та зібрались перед оселею македонського царя з вимогою втрутитись, Антигон не став наражати свою справу на нерозумну небезпеку, чим зірвав план Клеомена.

## Завершальна кампанія
Навесні 222 р. до н. е. армія Антигона та союзних ахейців, беотійців, епіротів та акарнанців, котра налічувала 29 тисяч осіб, виступила на південь. Клеомен з 20 тисячами воїнів зайняв позиції біля Селассії, перекриваючи шлях у Лаконію. Тут на обмеженому просторі сталась вирішальна битва, в якій Антигон зміг використати переваги македонської фаланги. Спартанське військо виявилось повністю розгромленим та понесло величезні втрати.
Лише з кількома вершниками Клеомен добрався до Спарти та, не вбачаючи більше можливостей для боротьби з сильним ворогом, тією ж ніччю вирушив до порту Гітій та відплив з друзями до Александрії, до царя Птолемея III.
Македонський цар зайняв Спарту, проте не вчинив жодних насильств над її мешканцями та лише відновив закони, відмінені Клеоменом. Вже на третій день, отримавши звістку про вторгнення іллірийців до Македонії, він був вимушений почати спішне повернення.

## Підсумки конфлікту
За результатами війни до македонців повернулась фортеця Акрокоринф, яка традиційно була їхнім оплотом у грецьких землях. Крім того, Антигону дістався розташований у центрі півострова Орхомен, де поставили залогу.
Ахейський союз зазнав великих втрат та, коли через два роки почалась Союзницька війна з етолійцями, знову був вимушений покладати головні надії на македонську допомогу. У Лакедемоні з 6 тисяч спартіатів начебто залишилось не більше двохсот. Взагалі ж, майже весь Пелопоннес (за виключенням Мессенії) виявився розореним.